# Campionato mondiale per club FIVB 2018 (femminile)
Il campionato mondiale per club FIVB 2018 si è svolto dal 4 al 9 dicembre 2018 a Shaoxing, in Cina: al torneo hanno partecipato otto squadre di club e la vittoria finale è andata per la terza volta, la seconda consecutiva, al VakıfBank.

## Regolamento

### Formula
Le squadre hanno disputato una prima fase a gironi con formula del girone all'italiana; al termine della prima fase
- Le prime due classificate di ogni girone hanno acceduto alla fase finale per il primo posto, strutturata in semifinali, finale per il terzo posto e finale.
- Le ultime due classificate di ogni girone hanno acceduto alla fase finale per quinto posto, strutturata in semifinali, finale per il settimo posto e finale.

### Criteri di classifica
Se il risultato finale è stato di 3-0 o 3-1 sono stati assegnati 3 punti alla squadra vincente e 0 a quella sconfitta, se il risultato finale è stato di 3-2 sono stati assegnati 2 punti alla squadra vincente e 1 a quella sconfitta.
L'ordine del posizionamento in classifica è stato definito in base a:
- Numero di partite vinte;
- Punti;
- Ratio dei set vinti/persi;
- Ratio dei punti realizzati/subiti;
- Risultati degli scontri diretti.

## Squadre partecipanti
| Squadra          | Qualificazione                              | Ultima partecipazione                  |
| ---------------- | ------------------------------------------- | -------------------------------------- |
| Minas            | 1ª al campionato sudamericano per club 2018 | Debutto                                |
| Praia Clube      | Wild card                                   | Debutto                                |
| Zhejiang         | Squadra organizzatrice                      | Debutto                                |
| Volero Le Cannet | Wild card                                   | Debutto                                |
| Altay            | Wild card                                   | Debutto                                |
| Supreme Chonburi | 1ª al campionato asiatico per club 2017     | Debutto                                |
| Eczacıbaşı       | Wild card                                   | Campionato mondiale per club FIVB 2017 |
| VakıfBank        | 1ª alla CEV Champions League 2017-18        | Campionato mondiale per club FIVB 2017 |

## Torneo

### Fase a gironi
| Girone A         | Girone B         |
| ---------------- | ---------------- |
| Minas            | Praia Clube      |
| Zhejiang         | Altay            |
| Volero Le Cannet | Supreme Chonburi |
| VakıfBank        | Eczacıbaşı       |

#### Girone A

##### Risultati
| 4 dicembre 2018 Shaoxing Olympic Sports Center, Shaoxing Durata: 2h:01 - Spettatori: 1 145 | Minas     | 3 - 2 | Volero Le Cannet | 17-25, 25-20, 25-16, 17-25, 16-14 |
| 4 dicembre 2018 Shaoxing Olympic Sports Center, Shaoxing Durata: 1h:10 - Spettatori: 7 357 | Zhejiang  | 0 - 3 | VakıfBank        | 20-25, 13-25, 13-25               |
| 5 dicembre 2018 Shaoxing Olympic Sports Center, Shaoxing Durata: 1h:14 - Spettatori: 2 111 | VakıfBank | 3 - 0 | Volero Le Cannet | 25-21, 25-15, 25-17               |
| 5 dicembre 2018 Shaoxing Olympic Sports Center, Shaoxing Durata: 1h:33 - Spettatori: 2 496 | Zhejiang  | 1 - 3 | Minas            | 12-25, 25-21, 10-25, 17-25        |
| 7 dicembre 2018 Shaoxing Olympic Sports Center, Shaoxing Durata: 1h:28 - Spettatori: 5 104 | VakıfBank | 3 - 0 | Minas            | 25-23, 30-28, 25-18               |
| 7 dicembre 2018 Shaoxing Olympic Sports Center, Shaoxing Durata: 2h:02 - Spettatori: 5 375 | Zhejiang  | 3 - 2 | Volero Le Cannet | 16-25, 25-19, 19-25, 26-24, 16-14 |

##### Classifica
| Pos | Squadra          | Pt | G | V | P | SV | SP | Ratio | PF  | PS  | Ratio |
| --- | ---------------- | -- | - | - | - | -- | -- | ----- | --- | --- | ----- |
| 1   | VakıfBank        | 9  | 3 | 3 | 0 | 9  | 0  | MAX   | 230 | 168 | 1.369 |
| 2   | Minas            | 5  | 3 | 2 | 1 | 6  | 6  | 1.000 | 265 | 243 | 1.090 |
| 3   | Zhejiang         | 2  | 3 | 1 | 2 | 4  | 8  | 0.500 | 211 | 278 | 0.758 |
| 4   | Volero Le Cannet | 2  | 3 | 0 | 3 | 4  | 9  | 0.444 | 260 | 277 | 0.938 |

#### Girone B

##### Risultati
| 4 dicembre 2018 Shaoxing Olympic Sports Center, Shaoxing Durata: 1h:23 - Spettatori: 1 145 | Supreme Chonburi | 0 - 3 | Praia Clube | 22-25, 16-25, 14-25        |
| 4 dicembre 2018 Shaoxing Olympic Sports Center, Shaoxing Durata: 1h:05 - Spettatori: 893   | Eczacıbaşı       | 3 - 0 | Altay       | 25-10, 25-11, 25-15        |
| 5 dicembre 2018 Shaoxing Olympic Sports Center, Shaoxing Durata: 1h:14 - Spettatori: 1 118 | Praia Clube      | 3 - 0 | Altay       | 25-14, 25-16, 25-17        |
| 5 dicembre 2018 Shaoxing Olympic Sports Center, Shaoxing Durata: 1h:03 - Spettatori: 1 157 | Supreme Chonburi | 0 - 3 | Eczacıbaşı  | 15-25, 11-25, 17-25        |
| 7 dicembre 2018 Shaoxing Olympic Sports Center, Shaoxing Durata: 1h:53 - Spettatori: 1 273 | Supreme Chonburi | 3 - 1 | Altay       | 25-23, 25-20, 17-25, 25-17 |
| 7 dicembre 2018 Shaoxing Olympic Sports Center, Shaoxing Durata: 1h:54 - Spettatori: 2 137 | Praia Clube      | 1 - 3 | Eczacıbaşı  | 27-25, 21-25, 11-25, 21-25 |

##### Classifica
| Pos | Squadra          | Pt | G | V | P | SV | SP | Ratio | PF  | PS  | Ratio |
| --- | ---------------- | -- | - | - | - | -- | -- | ----- | --- | --- | ----- |
| 1   | Eczacıbaşı       | 9  | 3 | 3 | 0 | 9  | 1  | 9.000 | 250 | 159 | 1.572 |
| 2   | Praia Clube      | 6  | 3 | 2 | 1 | 7  | 3  | 2.333 | 230 | 199 | 1.155 |
| 3   | Supreme Chonburi | 3  | 3 | 1 | 2 | 3  | 7  | 0.428 | 187 | 235 | 0.795 |
| 4   | Altay            | 0  | 3 | 0 | 3 | 1  | 9  | 0.111 | 168 | 242 | 0.694 |

### Fase finale

#### Finali 1º e 3º posto
|  | Semifinali  | Semifinali  | Semifinali |           |       | Finale             | Finale             | Finale             |  |
|  |             |             |            |           |       |                    |                    |                    |  |
|  | Eczacıbaşı  | Eczacıbaşı  | 2          |           |       |                    |                    |                    |  |
|  | Eczacıbaşı  | Eczacıbaşı  | 2          |           |       |                    |                    |                    |  |
|  | Minas       | Minas       | 3          |           |       |                    |                    |                    |  |
|  | Minas       | Minas       | 3          |           | Minas | Minas              | 0                  |                    |  |
|  |             |             |            |           | Minas | Minas              | 0                  |                    |  |
|  |             |             | VakıfBank  | VakıfBank | 3     |                    |                    |                    |  |
|  | VakıfBank   | VakıfBank   | VakıfBank  | VakıfBank | 3     | 3                  |                    |                    |  |
|  | VakıfBank   | VakıfBank   |            |           |       | 3                  |                    |                    |  |
|  | Praia Clube | Praia Clube | 1          |           |       | Finale 3º/4º posto | Finale 3º/4º posto | Finale 3º/4º posto |  |
|  | Praia Clube | Praia Clube | 1          |           |       |                    |                    |                    |  |
|  |             |             |            |           |       |                    |                    |                    |  |
|  |             |             |            |           |       | Eczacıbaşı         | Eczacıbaşı         | 3                  |  |
|  |             |             |            |           |       | Eczacıbaşı         | Eczacıbaşı         | 3                  |  |
|  |             |             |            |           |       | Praia Clube        | Praia Clube        | 0                  |  |

##### Semifinali
| 8 dicembre 2018 Shaoxing Olympic Sports Center, Shaoxing Durata: 2h:11 - Spettatori: 5 764 | Eczacıbaşı | 2 - 3 | Minas       | 25-22, 24-26, 13-25, 25-23, 12-15 |
| 8 dicembre 2018 Shaoxing Olympic Sports Center, Shaoxing Durata: 2h:04 - Spettatori: 5 693 | VakıfBank  | 3 - 1 | Praia Clube | 25-21, 25-21, 22-25, 25-18        |

##### Finale 3º posto
| 9 dicembre 2018 Shaoxing Olympic Sports Center, Shaoxing Durata: 1h:16 - Spettatori: 4 886 | Eczacıbaşı | 3 - 0 | Praia Clube | 25-16, 25-18, 25-19 |

##### Finale
| 9 dicembre 2018 Shaoxing Olympic Sports Center, Shaoxing Durata: 1h:29 - Spettatori: 7 896 | Minas | 0 - 3 | VakıfBank | 23-25, 21-25, 19-25 |

#### Finali 5º e 7º posto
|  | Semifinali       | Semifinali       | Semifinali       |                  |       | Finale 5º/6º posto | Finale 5º/6º posto | Finale 5º/6º posto |  |
|  |                  |                  |                  |                  |       |                    |                    |                    |  |
|  | Zhejiang         | Zhejiang         | 2                |                  |       |                    |                    |                    |  |
|  | Zhejiang         | Zhejiang         | 2                |                  |       |                    |                    |                    |  |
|  | Altay            | Altay            | 3                |                  |       |                    |                    |                    |  |
|  | Altay            | Altay            | 3                |                  | Altay | Altay              | 3                  |                    |  |
|  |                  |                  |                  |                  | Altay | Altay              | 3                  |                    |  |
|  |                  |                  | Volero Le Cannet | Volero Le Cannet | 0     |                    |                    |                    |  |
|  | Supreme Chonburi | Supreme Chonburi | Volero Le Cannet | Volero Le Cannet | 0     | 1                  |                    |                    |  |
|  | Supreme Chonburi | Supreme Chonburi |                  |                  |       | 1                  |                    |                    |  |
|  | Volero Le Cannet | Volero Le Cannet | 3                |                  |       | Finale 7º/8º posto | Finale 7º/8º posto | Finale 7º/8º posto |  |
|  | Volero Le Cannet | Volero Le Cannet | 3                |                  |       |                    |                    |                    |  |
|  |                  |                  |                  |                  |       |                    |                    |                    |  |
|  |                  |                  |                  |                  |       | Zhejiang           | Zhejiang           | 3                  |  |
|  |                  |                  |                  |                  |       | Zhejiang           | Zhejiang           | 3                  |  |
|  |                  |                  |                  |                  |       | Supreme Chonburi   | Supreme Chonburi   | 1                  |  |

##### Semifinali
| 8 dicembre 2018 Shaoxing Olympic Sports Center, Shaoxing Durata: 2h:08 - Spettatori: 2 495 | Zhejiang         | 2 - 3 | Altay            | 14-25, 25-18, 23-25, 25-23, 9-15 |
| 8 dicembre 2018 Shaoxing Olympic Sports Center, Shaoxing Durata: 1h:42 - Spettatori: 2 723 | Supreme Chonburi | 1 - 3 | Volero Le Cannet | 17-25, 20-25, 25-23, 21-25       |

##### Finale 7º posto
| 9 dicembre 2018 Shaoxing Olympic Sports Center, Shaoxing Durata: 1h:40 - Spettatori: 1 911 | Zhejiang | 3 - 1 | Supreme Chonburi | 25-22, 20-25, 25-13, 25-19 |

##### Finale 5º posto
| 9 dicembre 2018 Shaoxing Olympic Sports Center, Shaoxing Durata: h:22 - Spettatori: 2 634 | Altay | 3 - 0 | Volero Le Cannet | 26-24, 25-14, 25-13 |

## Classifica finale
| Pos | Squadre          |
| --- | ---------------- |
|     | VakıfBank        |
|     | Minas            |
|     | Eczacıbaşı       |
| 4   | Praia Clube      |
| 5   | Altay            |
| 6   | Volero Le Cannet |
| 7   | Zhejiang         |
| 8   | Supreme Chonburi |

## Premi individuali
| Premio                 | Nome               | Squadra    |
| ---------------------- | ------------------ | ---------- |
| MVP                    | Zhu Ting           | VakıfBank  |
| Miglior palleggiatrice | Mácris Carneiro    | Minas      |
| Miglior opposto        | Tijana Bošković    | Eczacıbaşı |
| Miglior schiacciatrice | Gabriela Guimarães | Minas      |
| Miglior schiacciatrice | Zhu Ting           | VakıfBank  |
| Miglior centrale       | Mayany de Souza    | Minas      |
| Miglior centrale       | Milena Rašić       | VakıfBank  |
| Miglior libero         | Gizem Örge         | VakıfBank  |